# Apterogaleruca
Apterogaleruca là một chi bọ cánh cứng trong họ Chrysomelidae.
Chi này được Chûjô miêu tả khoa học năm 1962.

## Các loài
Các loài trong chi này gồm:
- Apterogaleruca hirthihumeralis Chujo, 1962
- Apterogaleruca uenoi Kimoto, 1969